# Mazda MX-5
Mazda MX-5 – samochód osobowy typu roadster produkowany przez japońską markę Mazda od 1989 roku. W USA pojazd występował pod nazwą Miata, a w Japonii jako Eunos Roadster. Od 2015 roku produkowana jest czwarta generacja modelu.

## Historia
MX-5 została wprowadzona, gdy produkcja małych roadsterów praktycznie dobiegała końca. Alfa Romeo Spider była wtedy jedynym porównywalnym modelem dostępnym w sprzedaży – podczas gdy dekadę wcześniej dostępna była cała gama samochodów tego typu – jak MG B, Triumph TR7, Triumph Spitfire czy Fiat Spider.
Nadwozie jest konwencjonalną, choć stosunkowo lekką, samonośną konstrukcją, z demontowalną przednią i tylną ramą dodatkową. MX-5 wyposażono także we wspornik o nazwie marketingowej Powerplant Frame (PPF), który łączy zespół napędowy (silnik i skrzynię biegów) z tylnym mostem napędowym zwiększając sztywność nadwozia i poprawiając prowadzenie samochodu. Niektóre MX-5 są wyposażone w szperę oraz ABS. System kontroli trakcji jest opcjonalnie dostępny w modelu NC. Wcześniejsze wersje ważyły niewiele ponad tonę, z silnikami o mocy rzędu 116 KM; późniejsze miały większą masę oraz mocniejsze jednostki napędowe.
Dzięki balansowi wagi przód/tył bliskiemu 50:50, samochód ma niemal neutralne prowadzenie. Wprowadzanie samochodu w nadsterowność jest proste i łatwe do opanowania, co czyni MX-5 popularnym wyborem do amatorskich i fabrycznych wyścigów.
MX-5 zdobyła wiele nagród, takich jak Samochód Roku 1989 oraz 2005 magazynu Wheels Magazine; „najlepszy samochód sportowy lat 90.” i „jeden z dziesięciu najlepszych samochodów sportowych wszech czasów” od Sports Car International.

W 2009 roku, dziennikarz motoryzacyjny Jeremy Clarkson napisał: 

Prawdą jest, że jeśli pragniesz sportowego wozu, MX-5 będzie świetnym wyborem. Nic nie będzie w stanie dać więcej satysfakcji z jazdy na drodze. Nic nie da tyle radości. Jedyny powód, dla którego daje temu samochodowi pięć gwiazdek to to, że nie mogę dać mu czternastu.

### Od pomysłu do produkcji
W roku 1976 Bob Hall, dziennikarz Motor Trend, ekspert od samochodów japońskich oraz biegły w tym języku, spotkał się z Kenichi Yamamoto i Gai Arai, szefami Research and Development Mazdy. Yamamoto i Gai Arai zapytali Halla, jaki rodzaj samochodu Mazda powinna skonstruować w przyszłości:

Narzekałem [...], że [...] proste, pozwalające na jazdę z wiatrem we włosach, klasycznie brytyjskie samochody sportowe przestały istnieć. Powiedziałem Panu Yamamoto, że ktoś powinien zbudować takiego [...] taniego roadstera.

W 1981, Hall został zatrudniony na stanowisku planowania produktu w Mazda US i ponownie spotkał się z Yamamoto, teraz prezesem Mazda Motors, który pamiętając o ich konwersacji na temat roadstera, dał mu w 1982 roku zielone światło do dalszego badania tego pomysłu. W tym czasie Hall zatrudnił projektanta Marka Jordana w nowo powstałym studiu projektowym Mazdy w Południowej Kalifornii. Tam, Hall i Jordan współpracowali nad parametrami, proporcjami i wizualizacją konceptu lekkiego sportowego samochodu. W 1983 roku, został zaakceptowany w ramach programu „Offline 55", wewnętrznej inicjatywy Mazdy poszukującej sposobu na zmiany w opracowywaniu nowych modeli. Spowodowało to konkurencję pomiędzy zespołami projektowymi Mazdy w Tokio i Kalifornii.
Zespół kalifornijski zaproponował układ silnik z przodu, tylny napęd, nazwany Duo 101, w duchu dawnych roadsterów brytyjskich, podczas gdy Japończycy preferowali popularniejsze układy silnik z przodu, przedni napęd lub silnik centralny, tylny napęd.
Pierwszy etap oceniania konkurujących projektów został przeprowadzony w kwietniu 1984. Na tym etapie, projekty były prezentowane wyłącznie na papierze. Samochód z silnikiem centralnym wydawał się najlepszy, mimo iż już wtedy wiadomo było, że przy takim układzie samochód mógłby mieć problem ze spełnieniem przewidzianych norm hałasu i wibracji. Dopiero w drugiej turze, w sierpniu 1984, gdy zaprezentowane zostały pełnowymiarowe gliniane modele, Duo 101 zwyciężył i został wybrany jako baza dla nowego lekkiego sportowego samochodu Mazdy.
Duo 101, nazwany tak ponieważ mógł być wyposażony zarówno w miękki, jak i twardy dach, miał wiele stylistycznych elementów zainspirowanych Lotusem Elanem, roadsterem z lat 60. International Automotive Design (IAD) w Worthing, w Anglii, zostało zatrudnione do opracowania jeżdżącego prototypu, nazwanego V705. Wyposażony został w nadwozie z włókna szklanego, silnik o pojemności 1,4 l z samochodu Mazda 323 i komponenty z różnych wczesnych modeli Mazdy. V705 został ukończony w sierpniu 1985 roku i zabrany do USA, gdzie został objeżdżony na drogach w pobliżu miasta Santa Barbara i otrzymał pozytywne oceny.
Projekt został ostatecznie zatwierdzony 18 stycznia 1986. Nazwa kodowa została zmieniona na P729 przy wprowadzeniu w fazę produkcji, pod nadzorem Toshihiko Hirai. Zadanie skonstruowania pięciu bardziej zaawansowanych prototypów zostało ponownie przekazane IAD, które przeprowadziło także pierwsze czołowe i tylne testy zderzeniowe na P729. Kiedy Tom Matano, Mark Jordan, Wu Huang Chin, Norman Garrett i Koichi Hayashi pracowali nad ostatecznym projektem, został on przesunięty do Japonii dla dopracowania inżynieryjnych i produkcyjnych szczegółów.
Do roku 1989, z wybraną już ostateczną nazwą modelu, MX-5 (od „Mazda Experiment”, projekt numer 5) była gotowa do zaprezentowania światu jako prawdziwy lekki sportowy samochód, ważąc jedynie 940 kg.

### Jinba ittai
Mottem używanym przez Mazdę przy opracowywaniu wszystkich generacji modelu MX-5 była fraza Jinba ittai, którą można przetłumaczyć jako „jedność konia i jeźdźca”.

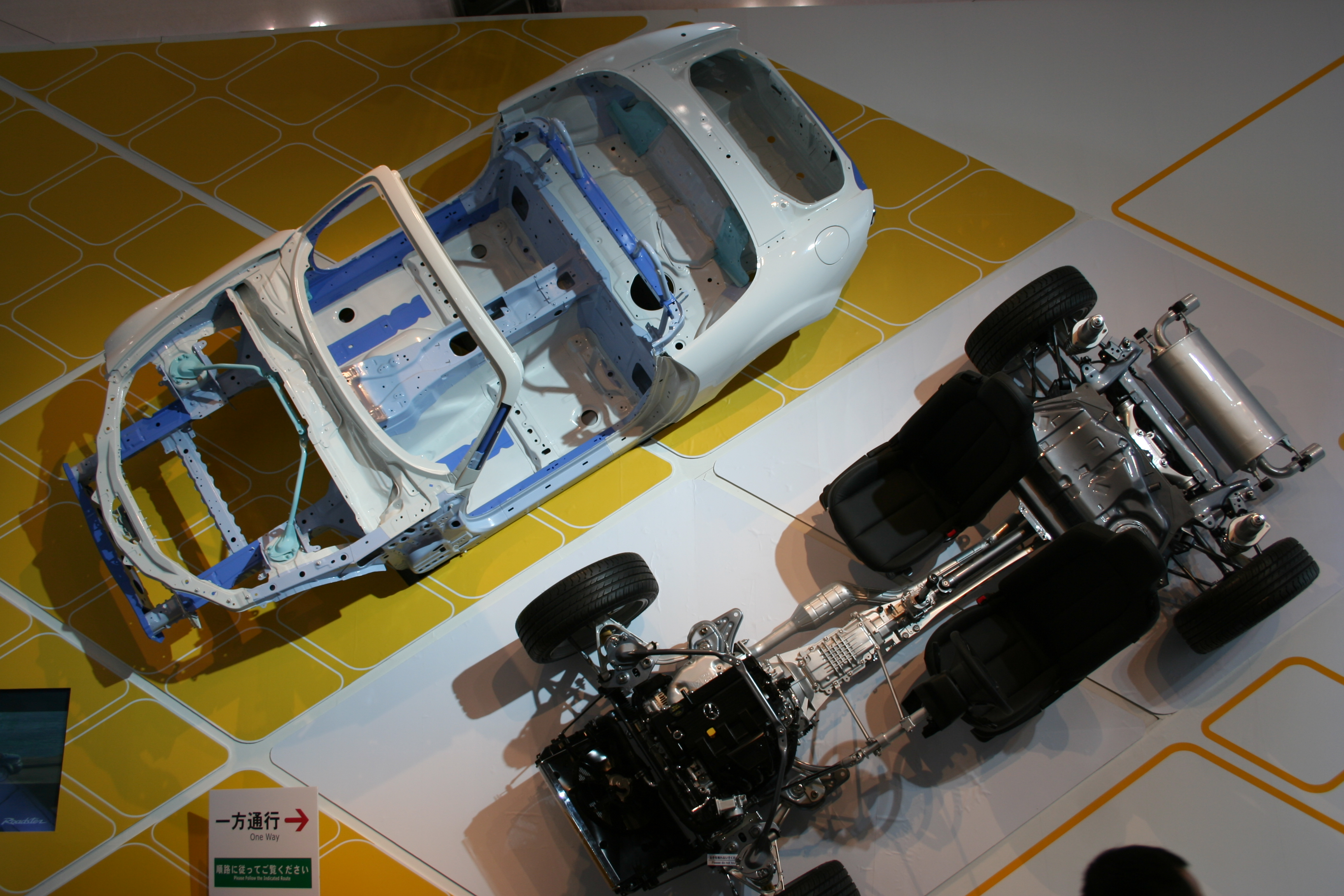
Karoseria modelu NC oddzielona od mechaniki. Widoczny wspornik Powerplant Frame

Przy pierwszej generacji samochodu, fraza ta została rozbita na pięć kluczowych założeń projektu:
- Samochód powinien być tak kompaktowy i lekki jak to tylko możliwe, spełniając przy tym globalne standardy bezpieczeństwa.
- Kokpit powinien komfortowo mieścić dwie przeciętne osoby, bez zbędnej przestrzeni.
- Zachowany ma zostać oryginalny układ; silnik z przodu, tylny napęd; z jednostką napędową umieszczoną przed kierowcą, lecz za przednią osią, dla rozkładu masy 50:50.
- Wszystkie cztery koła powinny być zamocowane na wahaczach lub niezależnym systemie zawieszenia, aby zmaksymalizować wydajność opon - zwiększyć trzymanie się drogi, oraz stabilność dynamiczną.
- Zespół napędowy powinien być sztywno połączony z tylnym mostem aby poprawić reakcję samochodu w trakcie przyspieszania.

## Pierwsza generacja

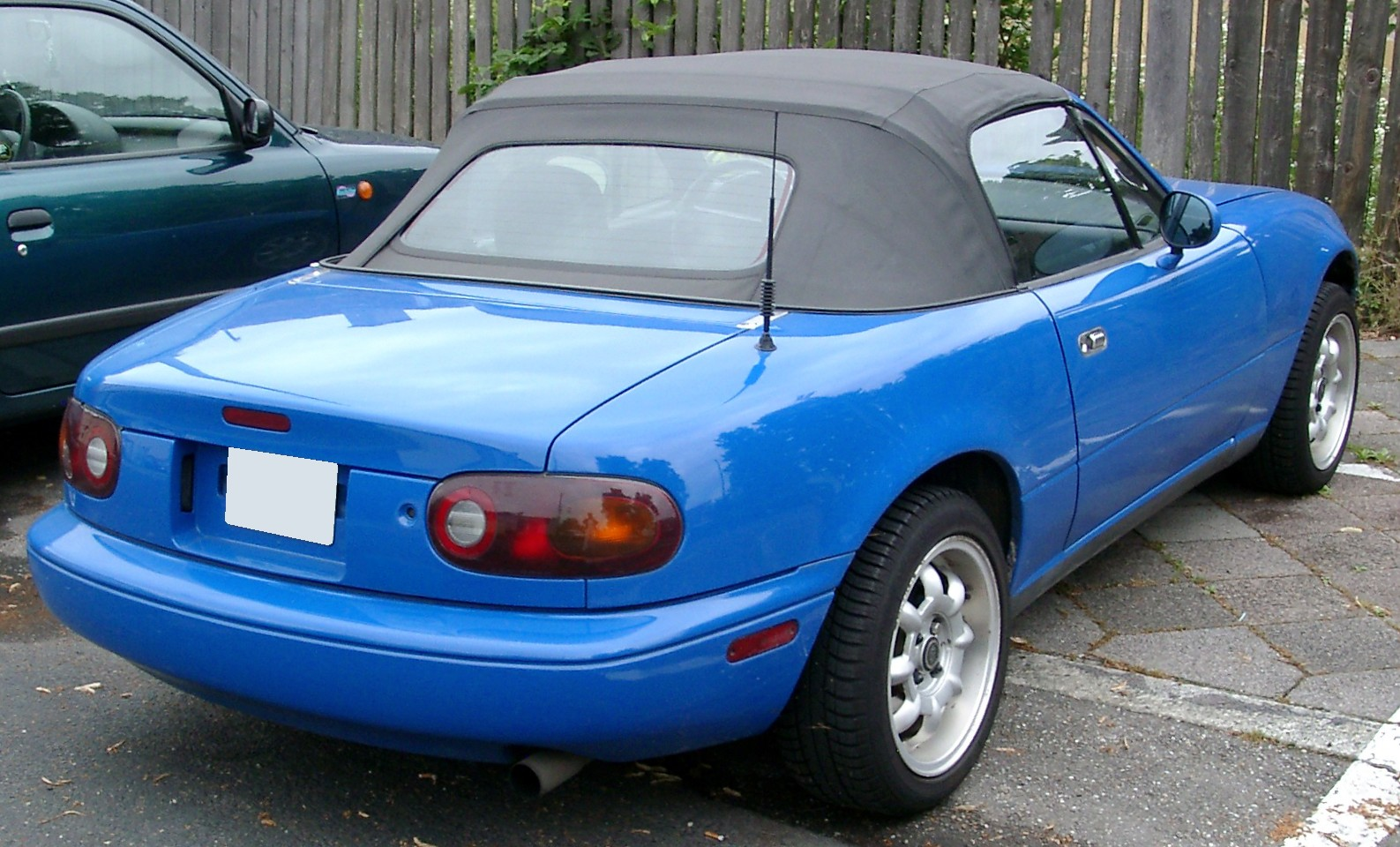
Tył MX-5

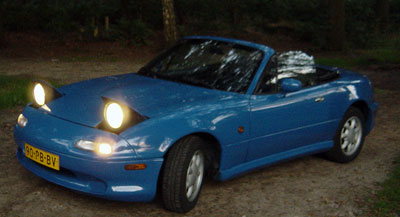
Mazda MX-5 z otwartymi reflektorami

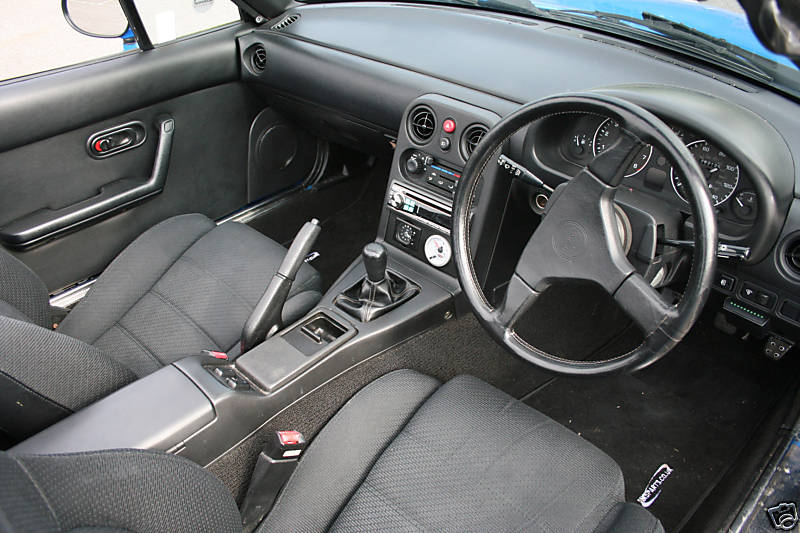
Wnętrze

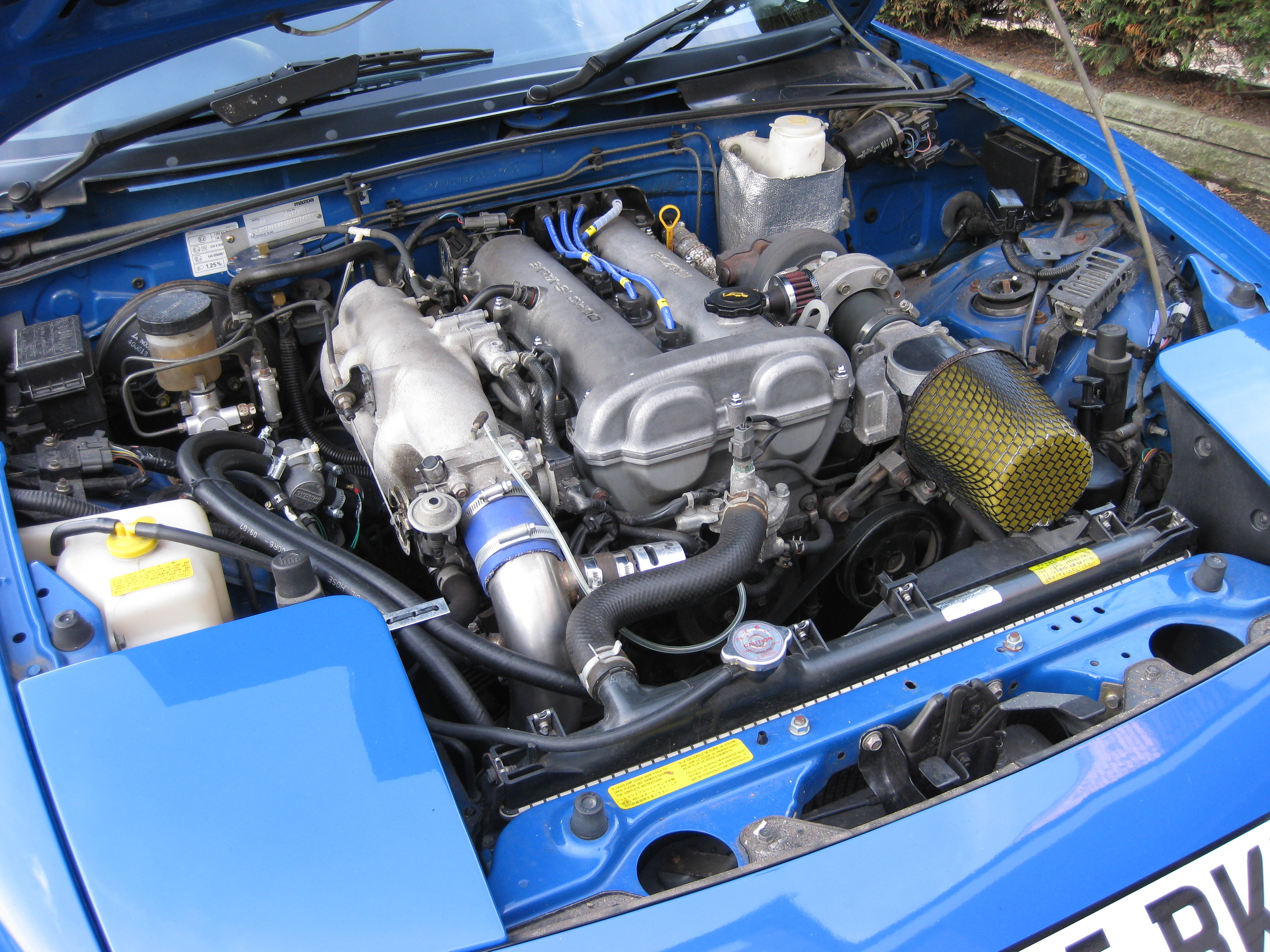
Silnik MX-5

10 lutego 1989 roku Mazda MX-5 oznaczona symbolem NA została zaprezentowana na Chicago Auto Show. Model o kodzie produkcyjnym NA, trafił do sprzedaży na całym świecie w następujących datach: marzec 1989 roku w Japonii, maj 1989 roku (już jako model z roku 1990) w USA i w Kanadzie; oraz w roku 1990 w Europie. Opcjonalny twardy dach, wykonany z kompozytu SMC, został udostępniony w tym samym czasie. Popyt początkowo przerósł produkcję, napędzany optymistycznymi recenzjami.
W Japonii, samochód nie występował jako Mazda, gdyż firma ta eksperymentowała z tworzeniem osobnej marki dla luksusowych modeli, podobnie do Infiniti Nissana i Lexusa Toyoty (obie te marki powstały w tym samym czasie co MX-5). Dlatego Mazda MX-5 była sprzedawana jako Eunos Roadster na tym rynku.
Karoseria NA wykonana była ze stali, z lekką aluminiową maską. Współczynnik oporu powietrza wynosił 0,38. Zastosowano niezależne dwuwahaczowe zawieszenie na wszystkich czterech kołach, ze stabilizatorem poprzecznym na obu osiach. Cztery hamulce tarczowe, wentylowane z przodu, zamocowane zostały za aluminiowymi felgami z oponami 185/60H R14. Model podstawowy wyposażony był w felgi stalowe z modelu 323/Protege.
Oryginalna MX-5 napędzana była przez silnik o pojemności 1,6 l, z podwójnym wałkiem rozrządu, o czterech rzędowo umieszczonych cylindrach, produkujący 117 KM (86 kW) mocy przy 6800 obr./min i 136 Nm momentu obrotowego przy 5500 obr./min. Silnik wyposażony jest w elektroniczny wtrysk paliwa z przepływomierzem oraz elektroniczny system zapłonu z czujnikiem położenia wału korbowego zamiast aparatu zapłonowego. Silnik ten, o nazwie kodowej B6ZE(RS), został specjalnie zaprojektowany dla MX-5 i charakteryzował się odelżonym wałem korbowym, kołem zamachowym, i aluminiowym filtrem z żeberkami chłodzącymi.
Standardowa skrzynia biegów to 5-biegowa przekładnia manualna. W Japonii i USA, była oferowana opcjonalna automatyczna skrzynia biegów. Japońska i amerykańska wersja otrzymała także opcjonalną szperę, jednak tylko dla samochodów wyposażonych w ręczną skrzynię biegów. Aby utrzymać niską cenę początkową, standardowa wersja była mocno podstawowa. Na jej wyposażeniu były m.in.: stalowe felgi, ręcznie otwierane szyby, nie montowano wspomagania kierownicy, radia ani klimatyzacji. Wspomaganie kierownicy, klimatyzacja, i radio zostały dodane do standardowego wyposażenia w latach późniejszych.
MX-5 NA osiągała 100 km/h w 7,9 s oraz prędkość maksymalną 210 km/h. W roku 1991 wydana została edycja specjalna, w kolorze British Racing Green z kremowym wnętrzem.
Samochody 1500 LE (Limited Edition) były produkowane w 1993 roku. Model ten wyróżniał się czerwoną skórzaną tapicerką, ulepszonym stereo, gałką zmiany biegów Nardi, skórzaną kierownicą, tempomatem, szperą, elektrycznymi szybami i lusterkami, wspomaganiem kierownicy, klimatyzacją, felgami BBS, amortyzatorami Bilstein, przednim i tylnym spojlerem, systemem ABS, i nierdzewnymi nakładkami na progi. Wszystkie samochody 1993 LE były oferowane w kolorze czarnym.
Z rokiem produkcyjnym 1994, pierwsza generacja MX-5 została odświeżona przez wprowadzenie mocniejszych silników BP-ZE o pojemności 1,8 l, dwóch poduszek powietrznych, oraz na niektórych rynkach – szpery. Konstrukcja została wzmocniona celem spełnienia nowych standardów bezpieczeństwa przy uderzeniu z boku, najbardziej widocznie przez dodanie rozpórki za fotelami, ale także do przedniej i tylnej ramy dodatkowej. Ponadto lata 1994 oraz 1995 były jedynymi, w których Mazda oferowała MX-5 w kolorze jasny niebieski metalik (Laguna Blue Mica), czyniąc je rzadkimi okazami dla kolekcjonerów. W 1994 roku wprowadzono także wersję „R”, sportowo nacechowany pakiet z amortyzatorami Bilstein i subtelnymi dokładkami zderzaków, dodatkowo usuwający niepotrzebne na torze elementy, jak wspomaganie kierownicy. Nadwozie nie zostało wizualnie zmienione w żaden sposób.
Nowy silnik 1.8 produkował 133 KM (98 kW) mocy, zwiększonej do 135 KM (99 kW) dla modeli z roku 1996. Masa własna wzrosła do 990 kg. Wydajność nieco się zwiększyła, gdyż dodatkowa moc została częściowo zniwelowana przez dodatkową masę. Na niektórych rynkach, m.in. w Europie, silnik 1,6 l pozostał w sprzedaży jako wariant niskobudżetowy, o mocy zmniejszonej do 90 KM (66 kW). Model ten nie otrzymał dodatkowych wzmocnień z wersji 1.8. Japońskie i amerykańskie samochody były wyposażane opcjonalnie w szperę typu TorSen, dużo bardziej wytrzymałą od montowanej poprzednio.
Liczba wersji wyposażeniowych i edycji limitowanych była uzależniona od lokalnych rynków sprzedaży. W Stanach, wersja podstawowa była sprzedawana za 13 995 USD na początku i wyposażona była w ręcznie otwierane szyby, stalowe felgi, brak klimatyzacji i wspomagania kierownicy. „Pakiet A” dodawał wspomaganie kierownicy, skórzaną kierownicę, felgi ze stopów lekkich i kasetowe radio. „Pakiet B” dodawał elektryczne szyby, tempomat i głośniki w zagłówkach, a „Pakiet C” dodatkowo zawierał kremową tapicerkę i dach oraz skórzane fotele. „Pakiet R” był przeznaczony na tor, a wersje specjalne były określane jako „Edycje M”. Zawierały one wszystkie opcje pakietu C, a także specjalny kolor nadwozia, czasem także nieoryginalne felgi. W Wielkiej Brytanii, aby uczcić zwycięstwo zespołu Mazdy w 24h Le Mans, Mazda wypuściła specjalną edycję MX-5, w kolorze karoserii zwycięskiego samochodu, oraz wyposażoną w turbosprężarkę BBR; są to jedne z najbardziej poszukiwanych limitowanych edycji MX-5.
Pierwsza generacja MX-5 została wycofana w 1997 roku produkcyjnym (z wyjątkiem 400 samochodów edycji limitowanej Berkeley sprzedawanej wyłącznie w Wielkiej Brytanii w roku 1998 jako końcówka modelu NA), 1500 ostatnich NA wyprodukowanych zostało na rynek amerykański z oznaczeniem „STO” (Special Touring Option).

### Specjalne edycje M2
Mała liczba sztuk MX-5 została zmontowana przez M2 Incorporated. Założona w listopadzie 1991 spółka M2, znana także jako „Mazda Two”, była odnogą Mazdy zajmującą się planowaniem, badaniem nisz rynkowych we wczesnych latach 90. Pracownicy M2 mieli godne intencje – tworzenie bardziej niszowych samochodów wywodzących się z szeroko dostępnych produktów Mazdy. Mimo że działania M2 skupiały się na dopracowywaniu aspektów stylowych, aby stworzyć warianty skierowane do bardziej konkretnych klientów, zmiany w samochodach wykraczały daleko poza czystą kosmetykę.
Operację M2 prowadził Masakatsu Kato, ojciec MX-5 (a właściwie Eunosa Roadster) w Japonii, a także kreator wielu pojazdów koncepcyjnych Mazdy. Asystował mu Hirotaka Tachibana, inżynier rozwojowy odpowiedzialny za wyjątkową dynamikę modeli FC (RX-7 drugiej generacji) oraz NA (MX-5). M2 było zlokalizowane w Tokio w Japonii. M2 było w 100% posiadane przez Mazdę, i zostało zamknięte w 1995 roku. Mazda kontynuowała podobny program samochodami spod znaku Mazdaspeed, po czym w późnych latach 90. Mazdaspeed została wciągnięta do Mazdy jako spółka zależna. Stworzono wiele pojazdów pod znakiem M2 w latach 1991–1995, poczynając od 1001, do 1031 Cafe Racer (Dec-91).
M2-1001 Cafe Roadster (Dec-91) Limited 1/300
M2 wypuściła model M2-1001 Roadster w grudniu 1991. Był to specjalny limitowany wariant, o produkcji wynoszącej zaledwie 300 sztuk, w specjalnym niebiesko/czarnym malowaniu (Blue/Black Mica Paint) i z ceną wynoszącą 26 000 USD. Potencjalni nabywcy musieli stawić się we własnej osobie w siedzibie M2 w Tokio, aby zarejestrować się w losowaniu celem nabycia tego rzadkiego Roadstera.
Ta ekskluzywna wersja MX-5 była pierwszym samochodem M2 fabrycznie gotowym na tor. Wprowadzone zmiany to przede wszystkim: funkcjonalny przedni wlot powietrza ze zintegrowanymi światłami przeciwmgielnymi, klasyczne opływowe lusterka, czteropunktowa klatka bezpieczeństwa, klasyczny zestaw wskaźników, fotele kubełkowe, trójramienna kierownica, sztywniejszy pakiet zawieszenia M2, rozpórka z polerowanego aluminium, ulepszony wydech HKS, układ dolotowy, silnik 1.6 z nowymi tłokami, ulepszonym rozrządem, lekkim kołem zamachowym, układ chłodzenia mechanizmu różnicowego o ograniczonym poślizgu, brak wspomagania kierownicy, ręcznie otwierane szyby (klimatyzacja w opcji), wyścigowe pedały, aluminiowy korek wlewu paliwa, agresywniejszy pakiet felg i kół (15" x 6" felgi Panasport), i tylny spojler (który został standardem dla pakietu R). Zmiany w wydajności poczynione w Roadsterze zwiększały moc do 132 KM przy 7000 obr./min i 148 Nm momentu obrotowego przy 5500 obr./min. Po zaprezentowaniu okazał się tak popularny, że chętni skłonni byli zapłacić za niego nawet 35 000 USD.
M2-1002 Vintage Roadster (Nov-92) Limited 1/300
M2 zaprezentowała swojego drugiego Roadstera pod koniec 1992 roku, z nieco zmienionym przednim zderzakiem, a resztą identyczną z modelem 1001 Roadster. Nie sprzedawał się on tak dobrze jak 1001.
M2-1028 Street Competition Roadster (Feb-94) Limited 1/300
M2 zaprezentowała trzeciego Roadstera na początku 1994 roku, bazując na oryginalnym koncepcie „Jinba Ittai” Toshihiko Hirai. Zapowiedziany został jako gotowy na tor Roadster (w USA rozprowadzana była wtedy tańsza wersja, znana jako Pakiet R). Oferowany wyłącznie w kolorach białym (Chaste White) lub czarnym (Brilliant Black), samochód ten korzystał z nowej jednostki 1.8 z ulepszonymi tłokami, rozrządem, i innymi podobnymi udogodnieniami jak poprzednie 1001 i 1002. Roadster ten charakteryzował się mocą około 150 KM, oraz wyposażony został w felgi 14" Eunos Factory Rims w unikalnym kolorze gunmetal z polerowanym rantem. Głębsze zmiany to zestaw lekkich lusterek bocznych, kierownica MOMO, wyścigowe fotele, wyścigowy hak holowniczy, zestaw spojlerów z Pakietu R, oraz nowo zaprojektowana pokrywa bagażnika ze zintegrowanym spojlerem. Pokrywa ta była wykonana z aluminium i ważyła tylko 3,5 kg, dla porównania oryginalna pokrywa ma masę 7 kg. Dołączona była także sześciopunktowa klatka bezpieczeństwa, lecz bez miękkiego dachu, za to z plandeką rozciąganą nad klatką. Z opcjonalnym twardym dachem FRP z tylną szybą z pleksiglasu spadek wagi wynosił jedynie 8,6 kg.

### 2011 BBR MX-5 Turbo
W 2011 roku Brodie Britain Racing (BBR) z Brackley oferuje gotowy pakiet odnawiający starą pierwszą generację MX-5, wyposażając go w turbosprężarkę, zwiększającą moc do 220 KM i moment obrotowy do 237 Nm. Prędkość maksymalna wynosi przy tym 230 km/h, a przyśpieszenie 0-100 osiągane jest w 5,5 s. Użyta turbosprężarka to Garrett GT25, a pakiet zawiera także intercooler, oraz cyfrowy ECU. W pakiecie odnawiającym zawiera się także odrdzewienie, malowanie, nowe fotele, koła, i inne drobiazgi. Na styczeń 2011, koszt ‘odświeżonej’ BBR MX-5 Turbo wynosi 7500 funtów.

## Druga generacja

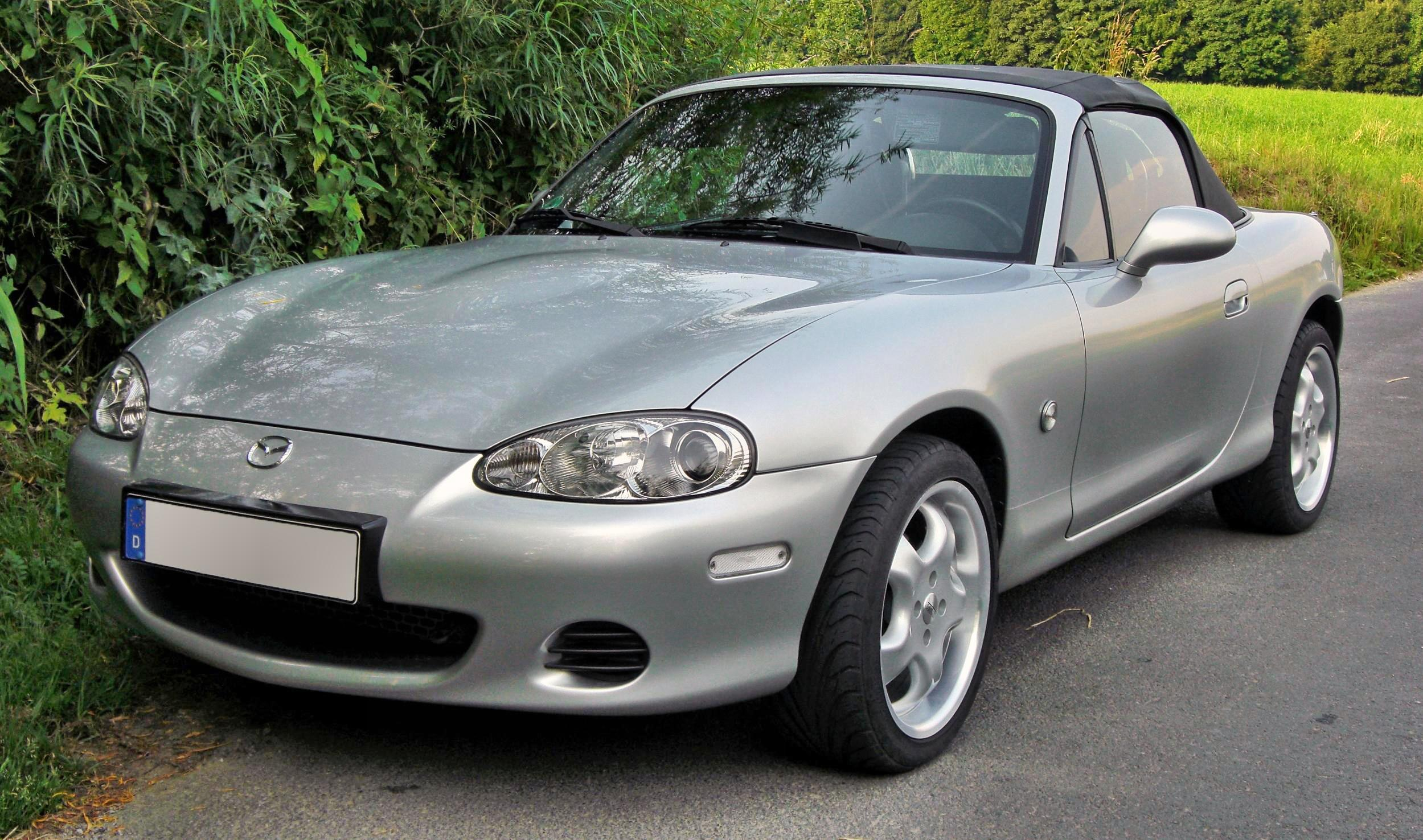
Mazda MX-5 po liftingu

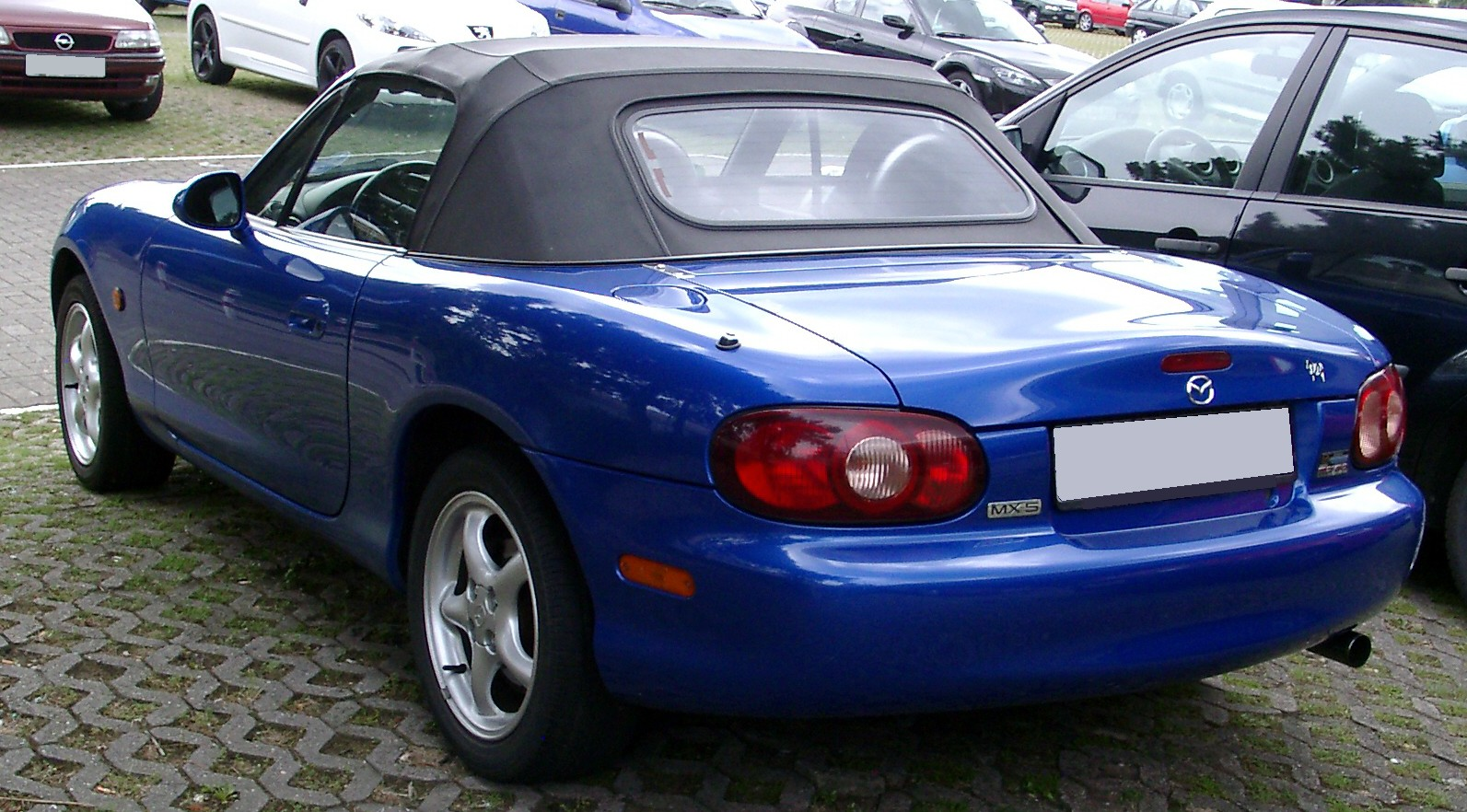
Tył MX-5

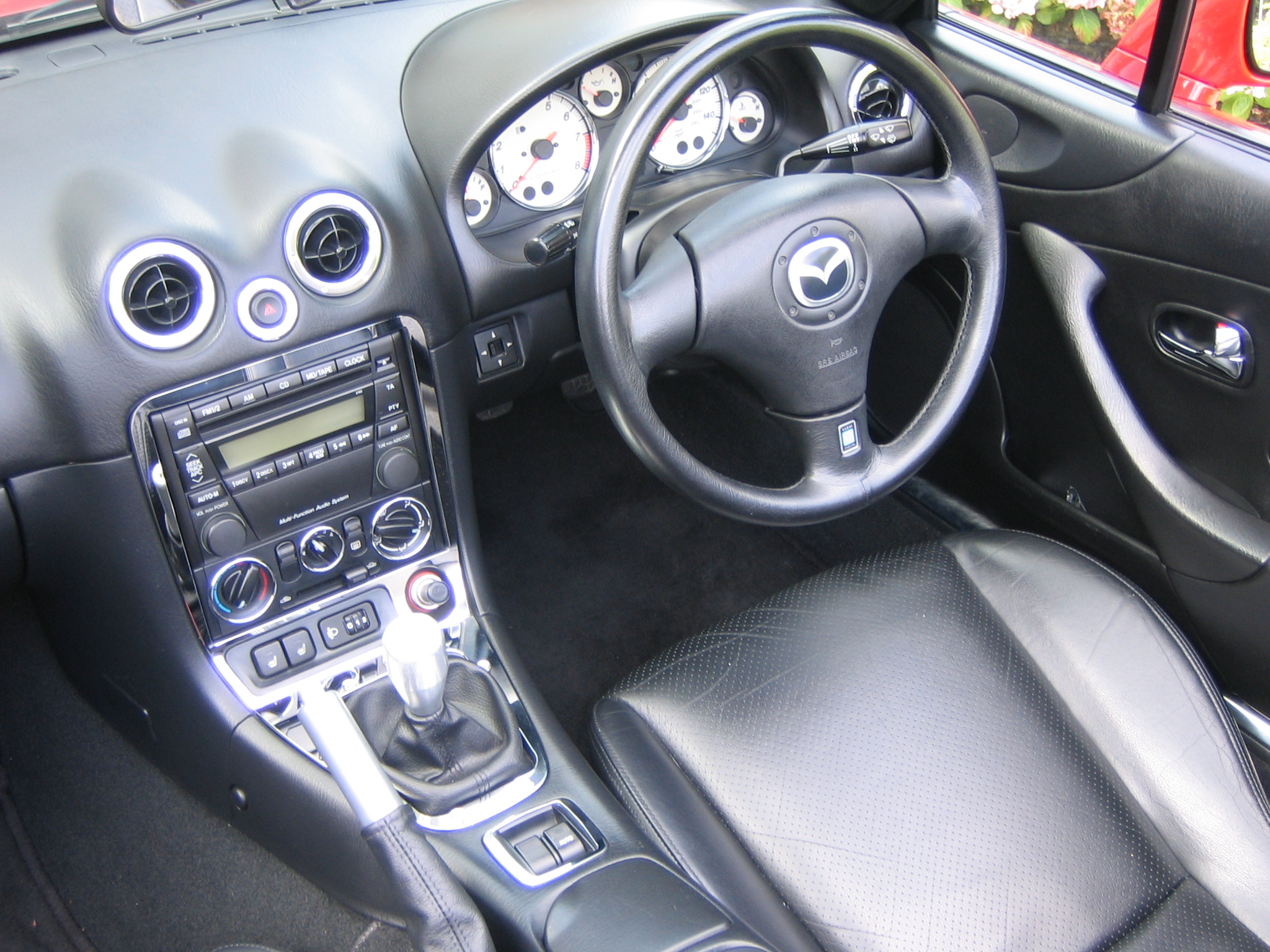
Wnętrze MX-5

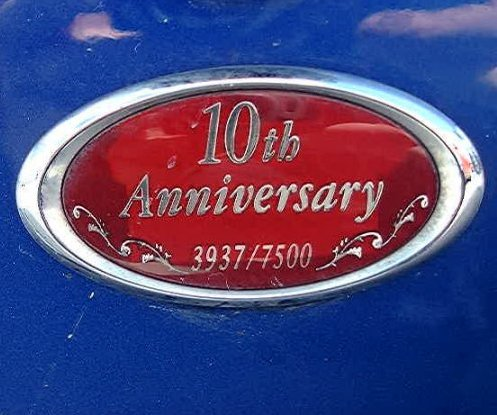
Logo 10th Anniversary Edition

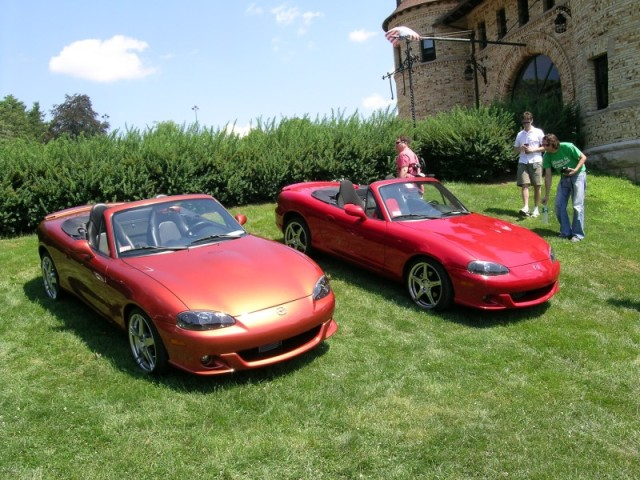
MazdaSpeed MX-5

W 1998 roku Mazda zaprezentowała MX-5 drugiej generacji o kodzie produkcyjnym NB, na rok produkcyjny 1999. NB charakteryzuje się mocniejszym silnikiem i zewnętrznymi elementami stylistycznymi zapożyczonymi z trzeciej generacji modelu RX-7.
Pomimo że wiele części wnętrza oraz nadwozia zostało zmienionych, najwidoczniejszymi zmianami były lampy przednie: otwierane reflektory z pierwszej generacji nie zdawały już testów bezpieczeństwa dla przechodniów, i zostały zastąpione umieszczonymi na stałe. Nowy samochód urósł nieco w szerokości, w porównaniu do poprzedniego modelu. Nowa generacja była także bardziej aerodynamiczna niż oryginał, ze współczynnikiem oporu powietrza równym 0,36.
NB ciągle wykorzystywała niezależne zawieszenie wszystkich kół, z powiększonymi stabilizatorami poprzecznymi z przodu i z tyłu, za to felgi, opony i hamulce zostały znacząco ulepszone: ABS był oferowany w opcji; aluminiowe felgi miał teraz 14 lub 15 cali średnicy i 6 cali szerokości, zależnie od wersji wyposażenia; sportowe modele były wyposażone w większe koła i opony 195/50V R15.
Mazdowski silnik BP-4W pozostał przy pojemności 1,8 l, lecz otrzymał szereg pomniejszych usprawnień. Stopień sprężania został podniesiony z 9,0:1 do 9,5:1 przez dodanie nieco wypukłych tłoków, zmieniono także konstrukcję wałka rozrządu sterującego zaworami ssącymi, a kolektor dolotowy został zamontowany wyżej. Wprowadzony został system VICS, czyli kolektor dolotowy o zmiennej długości, co dawało długi dolot przy niskich obrotach silnika, poprawiający charakterystykę momentu obrotowego oraz krótki dolot przy wysokich obrotach, poprawiający charakterystykę mocy. Moc nowego motoru wynosiła 144 KM (106 kW), osiągany był moment obrotowy 157 Nm.
Silnik B6ZE(RS) 1,6 l pozostał dostępny w Europie i Japonii. Podstawowy model NB 1,8 l osiągał 100 km/h w 7,5 s i prędkość maksymalną 210 km/h.

### MX-5 10th Anniversary Model (1999)
W 1999 roku Mazda obchodziła 10-lecie modelu MX-5, wydając 10th Anniversary Model, limitowaną edycję, charakteryzującą się – wtedy unikalnym – wyposażeniem; 6-stopniowa skrzynia biegów i amortyzatory Bilstein. Posiadacze i pasjonaci zwykli nazywać samochody z tej serii 10AM lub 10AE (za „10th Anniversary Edition”). Nadwozie malowane było na unikatowy szafirowo-niebieski (zwany innocent blue w Japonii) kolor, wewnątrz zaś montowano dwukolorowe – czarna skóra i niebieska alcantara – fotele. Dodanie szóstego biegu zmieniło osiągi – przyspieszenie 0–100 km/h w 7,4 s, 0,1 s szybciej niż standardowa wersja – dzięki krótszym przełożeniom. Jednakże 10AM była cięższa, przez co prędkość maksymalna spadła z 205 do 203 km/h. Przeciętne zużycie paliwa wynosiło 8,8 zamiast 8,5 l/100 km.
Każdy samochód ma własny numer seryjny, znajdujący się na przednim nadkolu po stronie kierowcy. Wraz z samochodem właściciel otrzymywał „Certifikat Autentyczności” z tym samym numerem co samochód, podpisany przez prezesa Mazdy Jamesa E. Millera, z datą 10 stycznia 1999. Na pewnych rynkach dołączany był także zestaw upominkowy, zawierający metalowy model samochodu w skali 1:24, dwa zegarki marki Seiko (dla niej i dla niego) z dopasowanym niebieskim cyferblatem i logiem MX-5, oraz metalowy brelok w formie logo MX-5, wszystko to w eleganckim, niebieskim, aksamitnym pudełku. Mimo rozgłosu, jaki Mazda dała temu modelowi, ponad rok zajęła sprzedaż wszystkich 7500 egzemplarzy, ściągając krytykę wnioskującą, że podaż była zbyt duża (innym czynnikiem była wysoka cena – 26 875 USD, około 6500 więcej niż standard). Dla porównania, produkcja wyniosła 3500 sztuk dla limitowanej startowej edycji NC w 2005 roku, a przeciętnie limitowane edycje produkowane corocznie zwykle nie przekraczały liczby 1500 sztuk na region. Polerowane felgi były znane z korodowania po uszkodzeniach cienkiej warstwy lakieru. Mazda wymieniła tysiące kompletów na gwarancji. Istniały niewielkie różnice w specyfikacji zależnie od rynku, takie jak brak sportowego pakietu (przednie/na progi/tylne dokładki, tylne skrzydło) lub klimatyzacji dla Europy.
Z 7500 samochodów, 3700 trafiło do Europy, 3000 do USA, 500 do Japonii, 150 do Kanady i 150 do Australii. Samochód o numerze 7500 został sprzedany w Wielkiej Brytanii.

### Facelifting
W roku produkcyjnym 2001 druga generacja MX-5 została zaprezentowana w zmienionej wersji, którą nieformalnie nazywa się NBFL. Zaszły niewielkie zmiany w wyglądzie zewnętrznym, które określono jako „dające jeszcze bardziej sportowy i energiczny wygląd”. Zmienione zostały także niektóre elementy wnętrza, np. wskaźniki na desce rozdzielczej otrzymały białe tło i czerwoną numerację. Ulepszone zostały także fotele, mając teraz wyższe zagłówki i zapewniając teraz lepsze trzymanie boczne. Najlepiej wyposażone modele (zwane ‘Sport’ w Wielkiej Brytanii) miały 16-calowe obręcze z niskoprofilowymi oponami 205/45V R16, większe hamulce z przodu i z tyłu, dodatkowe usztywnienia, szperę, 6-stopniową manualną skrzynię biegów, oraz skórzane, podgrzewane fotele. Lepsze opony i zawieszenie pozwoliły nowemu modelowi osiągnąć 0,88 g w teście przeciążenia poprzecznego przeprowadzonego przez magazyn Car and Driver. Wzmocnienia dodały 16% odporności na zginanie i 22% na skręcanie. Z minimalnym wyposażeniem, model NBFL ważył 1065 kg.
Silnik BP-Z3 1,8 l został zmodyfikowany, otrzymał zmienne fazy rozrządu dla wałka zaworów dolotowych. Zmodyfikowane zostały także dolot i wydech. Zmiany zaowocowały mocą 146 KM (107 kW) – w Japonii, Wielkiej Brytanii i Australii lub 136 KM (100 kW) – Stany Zjednoczone. W Stanach Zjednoczonych, Mazda omyłkowo podawała wartość mocy dla modeli japońskich/brytyjskich we wczesnych katalogach. Magazyn Car and Driver, jak i wielu właścicieli potwierdzili fakt brakującej mocy – Mazda zaoferowała posiadaczom odkupienie samochodów z roku 2001 lub rekompensatę w postaci darmowego serwisowania przez cały okres gwarancji.
W 2002 roku wypuszczona została MX-5 SP. Model ten został opracowany i był sprzedawany w Australii, a jego turbodoładowany silnik produkował 213 KM (157 kW) mocy przy 6800 obr./min. Tylko 100 takich samochodów zostało zbudowanych. SP była bardzo kosztowna w porównaniu do standardowej MX-5, oferując jednak niesamowite osiągi.
W roku 2003 Mazda zaczęła kampanię mającą na celu grupę młodszych kierowców i wprowadziła MX-5 Shinsen Version (SV). Shinsen (z japońskiego „świeży, nowy”) był krokiem pośrednim pomiędzy podstawowym modelem i droższą wersją LS. Wyposażony był w większość standardowych funkcji LS, jak tempomat i aluminiowe wykończenia. Charakteryzował się także odwróconym motywem kolorystycznym ze Specjalnej Edycji tego roku – tytanowo-srebrnym lakierem i ciemnoniebieskim dachem i wnętrzem.
W roku produkcyjnym 2004, oddział Mazdy w Japonii wyprodukował Roadstera Coupé, wersję ze stałym twardym dachem. Struktura nadwozia została przerobiona, aby uwzględnić dach dla lepszej sztywności nadwozia. Waga wzrosłą przy tym jedynie o 10 kg. Produkcja ograniczyła się do 350 sztuk tylko w Japonii.

### Mazdaspeed MX-5 (2004)
Rok produkcyjny 2004 to także wprowadzenie oficjalnej turbodoładowanej wersji Mazdaspeed MX-5, Roadster Turbo w Japonii. Wyposażony w turbosprężarkę IHI RHF5 VJ35 silnik BP-4W produkował 180 KM (132 kW) przy 6000 obr./min, z zamontowanym z przodu intercoolerem. Mazdaspeed przyśpieszała do 100 km/h w 6,4 s i osiągała prędkość maksymalną 203 km/h. Inne cechy zawierały specjalne zawieszenie, ulepszoną 6-stopniową skrzynię i sprzęgło, ulepszone elementy przeniesienia napędu, 17-calowe aluminiowe felgi Racing Hart i specjalne wykończenie wnętrza. Prawdopodobnie najmniej wyróżniającym się detalem w ulepszonej przez MazdaSpeed Maździe MX-5 był nowy, lekki bagnet oleju. Mazdaspeed MX-5 z 2004 roku była dostępna tylko w kolorze czerwonym (Velocity Red Mica) i srebrnym (Titanium Gray Metallic), podczas gdy model 2005 był dostępny także w kolorach pomarańczowym (Lava Orange Mica) i czarnym (Black Mica). Z 5428 Mazdaspeed MX-5 wyprodukowanych w latach produkcyjnych 2004 i 2005, 4000 zostało zbudowanych w 2004; produkcja z roku 2005 skończyła się przez pożar fabryki na 1428 sztukach.

## Trzecia generacja

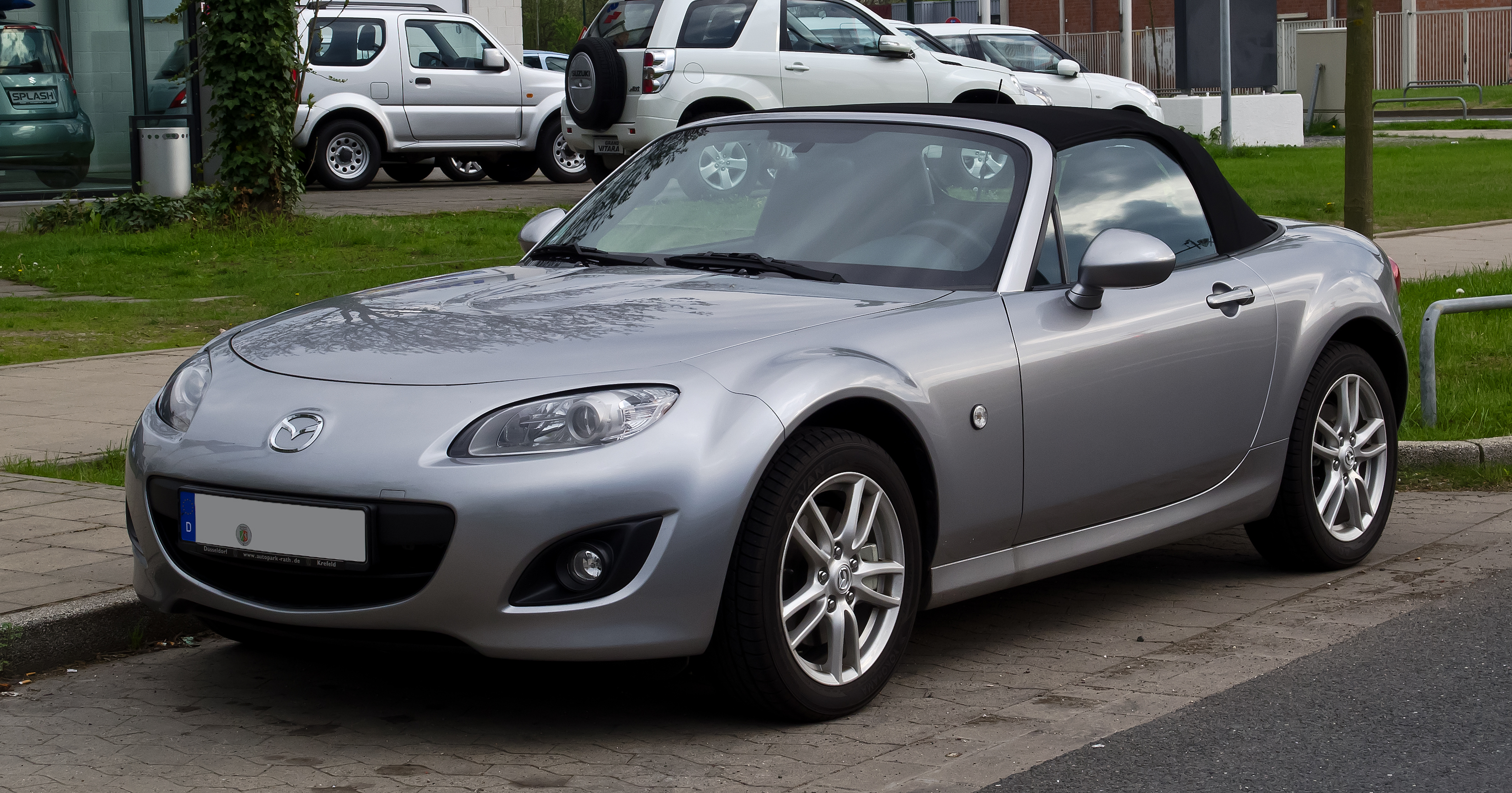
Mazda MX-5 III po liftingu

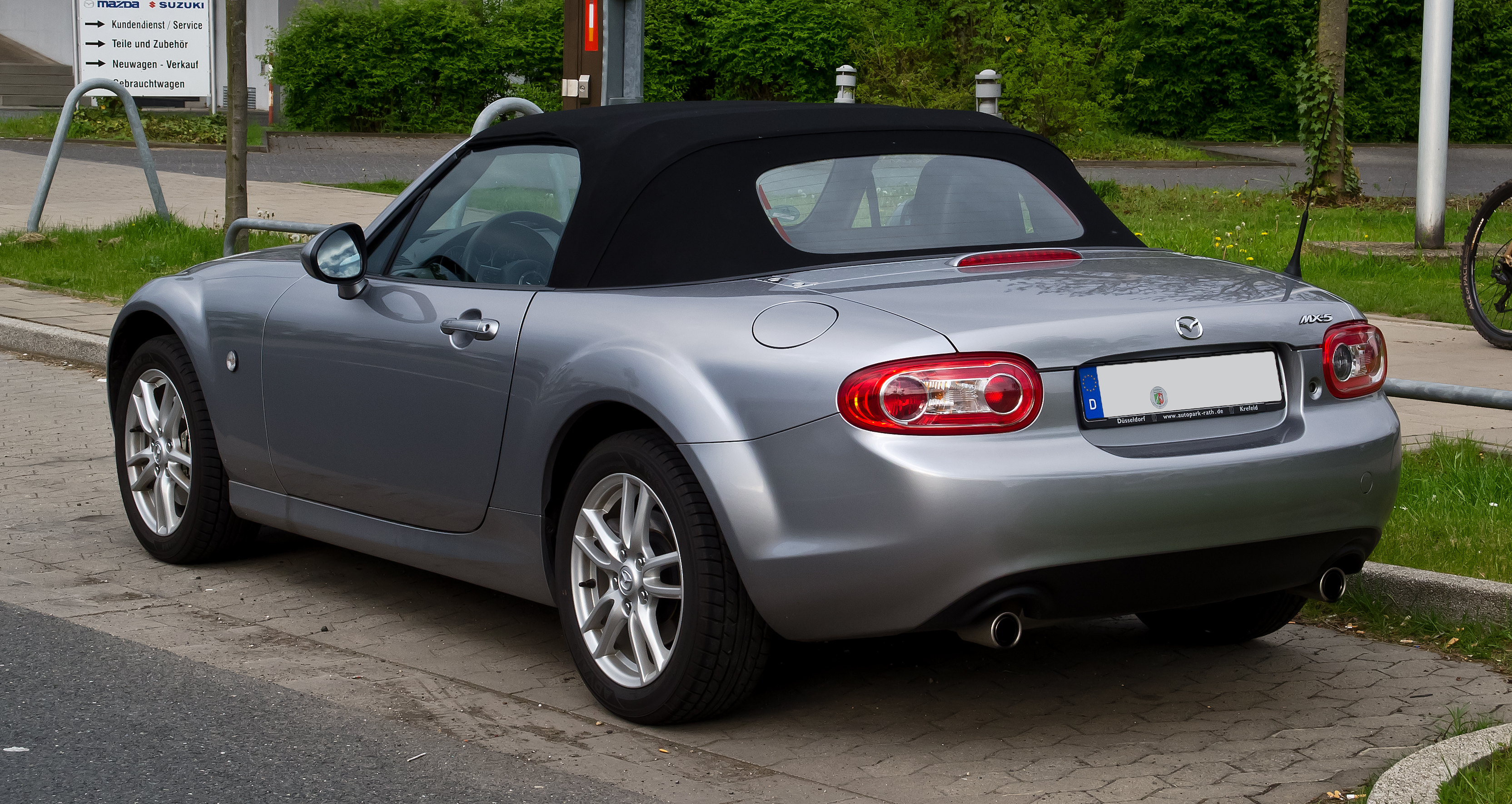
Tył MX-5 po liftingu

Produkcja trzeciej generacji MX-5 oznaczona kodem NC, rozpoczęła się 17 maja 2005, z celem rozpoczęcia rozprowadzania w sierpniu. Zostało to częściowo spowodowane zmniejszającą się sprzedażą drugiej generacji MX-5.
Zewnętrznie samochód przypomina wcześniejsze wersje, jednak w przeciwieństwie do zmiany z NA na NB, gdzie zmieniły się tylko przód, tył i wnętrze, NC nie dzieli żadnych części z NB, z wyjątkiem bocznych kierunkowskazów w modelach spoza USA.
Zawieszenie zostało zmienione z dwuwahaczowego na wszystkich kołach, na przednie wahaczowe/tylne niezależne. Technologie takie jak system kontroli trakcji i ESP zostały dodane dla polepszenia właściwości jezdnych.
W USA, silnik to nowy model MZR, 16-zaworowa rzędowa czwórka o pojemności 2,0 l, dający moc 170 KM (125 kW) i moment obrotowy 190 Nm, połączony z 5- lub 6-stopniową manualną skrzynią biegów, także w wersji 158-konnej (116 kW) z opcjonalną 6-biegową skrzynią automatyczną. Przy 6 przełożeniach występuje także szpera. W wersji na rynek australijski silnik generuje moc 160 KM (118 kW) i moment obrotowy 188 Nm, a 6-biegowa skrzynia i szpera są standardem. W Europie oferowane są dwa silniki: 2,0 l MZR o mocy 158 KM (116 kW) i momencie 188 Nm, sprzężony z 6-biegową manualną skrzynią; oraz nowy 1,8 l MZR, o mocy 126 KM (93 kW) i momencie 167 Nm, z 5-biegową manualną skrzynią biegów.
Opcjonalnie dostępna była 6-biegowa automatyczna skrzynia biegów z łopatkami do zmiany biegów za kierownicą. Test magazynu Car and Driver wykazał przyśpieszenie 0–60 mph (96 km/h) w czasie 7s dla wersji automatycznej, w porównaniu do 6,5s dla manualnej NC 2.0. Osiągi według producenta dla wersji europejskich to: 0–100 km/h w 9,4 s dla silnika 1.8; oraz 7,9 s dla 2.0.
Razem z NC wypuszczona została edycja specjalna nazwana „3rd Generation Limited”, wyróżniająca się chromowanymi akcentami i oryginalnymi kołami. Wyprodukowano 3500 sztuk na całym świecie (w tym 300 w Wielkiej Brytanii, 750 w USA, 150 w Kanadzie), dostarczonych na rynek przed modelami standardowymi.
NC charakteryzuje się szerszym wyborem akcesoriów niż wcześniejsze generacje. Miękki dach, teraz materiałowy zamiast winylowy, może być teraz w więcej niż dwóch kolorach: czarny i kremowy jak poprzednio, ale także szary, piaskowy, niebieski i zielony; ponadto wnętrze może zostać dobrane do koloru lakieru.
W lipcu 2006 roku Mazda zaprezentowała wersję coupé modelu NC z automatycznym trzyczęściowym składanym dachem, nazwaną „MX-5 Roadster Coupe” w Europie, „Roadster Power Retractable Hard Top” w Japonii, i „MX-5 Miata Power Retractable Hard Top” w Kanadzie i USA. Dodając 36 kg do masy samochodu w porównaniu z miękkim dachem, twardy dach składa się i otwiera w 12 s i nie zabiera przestrzeni bagażnika w złożonym stanie. Pierwsze sztuki zostały dostarczone klientom pod koniec sierpnia, za cenę niższą niż gdyby dokupić twardy dach oddzielnie. Przyśpieszenie 0–100 km/h zostało nieco zmniejszone przez dodatkową masę, do 9,6 s (1.8) oraz 8,2 s (2.0), za to prędkość maksymalna wzrosła ze 196 do 200 km/h (1.8) oraz z 210 do 215 km/h (2.0) dla modelu europejskiego.
Na rok 2008 Mazda wypuściła specjalną edycję MX-5 w niebieskim kolorze (Icy Blue), z unikatowym ciemnobrązowym dachem, dopasowaną skórzaną kierownicą, fotelami i dźwignią hamulca ręcznego z niebieskimi szwami. Specjalna edycja dodawała także srebrno-akcentowaną gałkę zmiany biegów, ciemno-srebrne wykończenie deski rozdzielczej z chromowymi akcentami, specjalne 17-calowe aluminiowe felgi, nakładki na progi MX-5 ze stali nierdzewnej, i chromowane obrzeża lamp przednich, oraz grilla i świateł przeciwmgielnych. Edycja specjalna 2008 została ograniczona do 105 sztuk z twardym dachem w Kanadzie oraz 750 z miękkim dachem w USA.
W 2006 roku model zajął w konkursie na Światowy Samochód Roku 2. pozycję (za BMW E90).

### Facelifting
W 2009 roku odświeżona wersja MX-5 (nieformalnie NCFL) zadebiutowała na 2008 Paris Motor Show. Zmiany to na przykład przemodelowany przód, bardziej zbliżony do nowych modeli Mazdy, z większym grillem i nowymi reflektorami. Kolejnymi zmienionymi elementami są progi, tylny zderzak oraz tylne lampy. Modele Touring i Grand Touring z miękkim dachem wyposażone były w siatkowy grill z chromowanym obramowaniem. Roadster Coupe z twardym dachem także otrzymał chromowany grill i przednie lampy oraz klamki.
Deska rozdzielcza została przyciemniona, zmieniony został układ graficzny wskaźników. Aby zapewnić więcej miejsca na nogi, występy w kieszeniach drzwiowych zostały usunięte.
Dwulitrowy silnik osiągał 167 KM (123 kW) przy 7200 obr./min i 190 Nm przy 5000 obr./min dla manualnej, oraz 158 KM (116 kW) przy 6700 obr./min i 190 Nm przy 5000 obr./min dla automatycznej skrzyni biegów. Czerwona strefa obrotomierza została podniesiona o 500 obr./min – do 7200 obr./min w modelu ze skrzynią ręczną. Zawieszenie i skrzynia biegów zostały dostrojone; zmiany biegów stały się płynniejsze, a automatyczna skrzynia została wprowadzona do Europy po raz pierwszy.

### Wersje

#### MX-5 Superlight (2009)

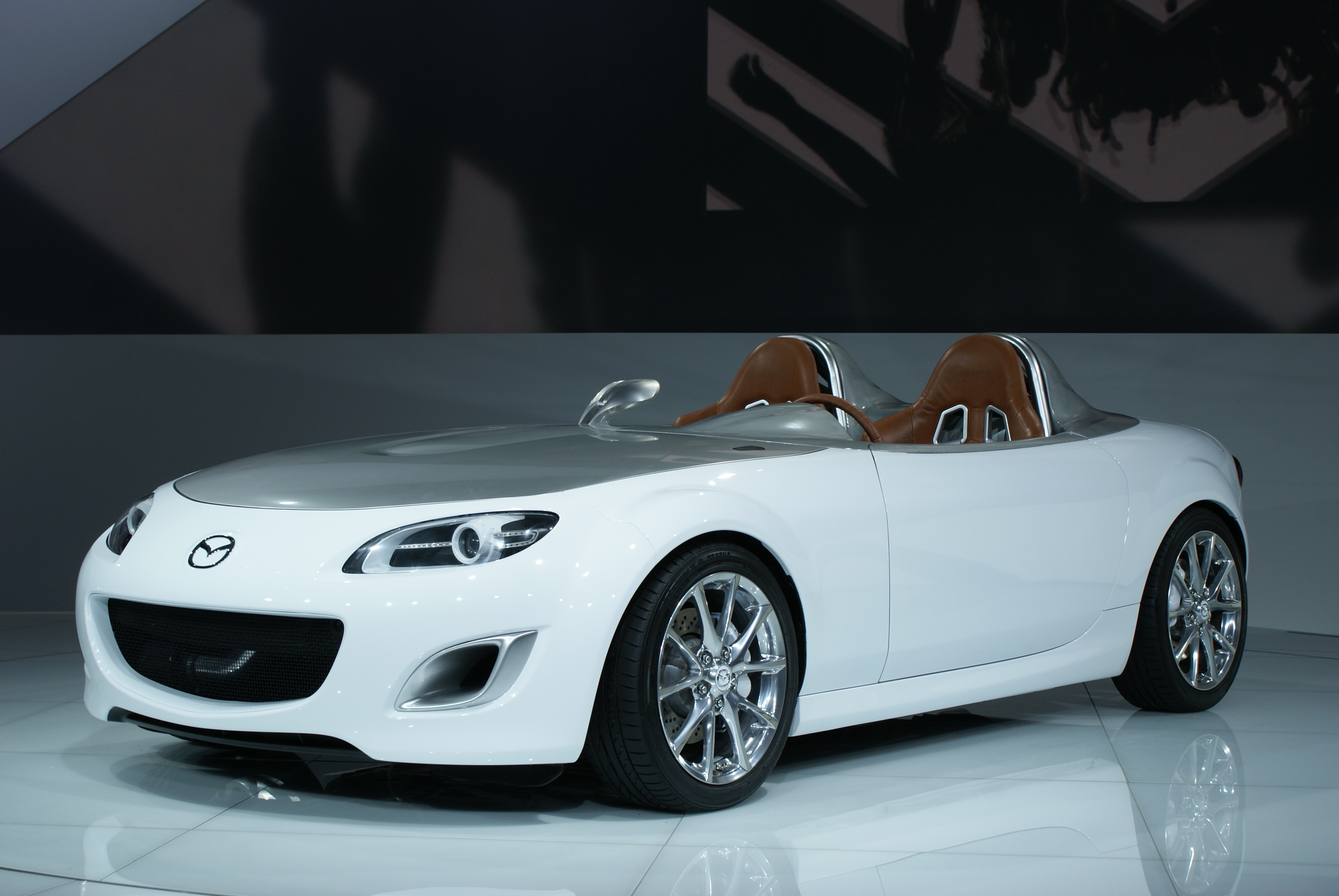
Mazda MX-5 Superlight na IAA 2009

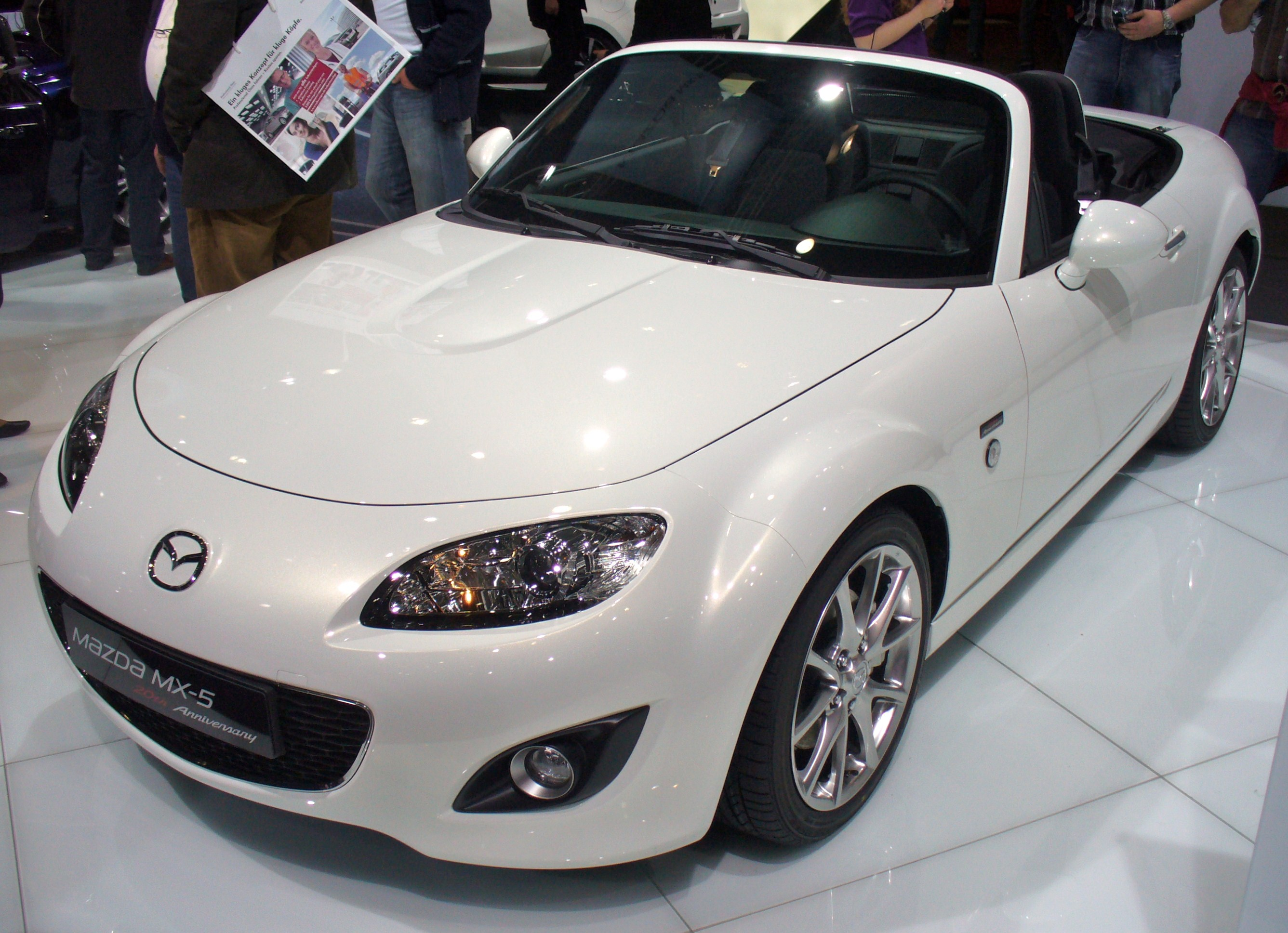
Mazda MX-5 20th Anniversary Edition

MX-5 Superlight to samochód koncepcyjny na 20. rocznicę MX-5, zaprojektowany w studiu Mazdy we Frankfurcie. Został wykonany z lekkich materiałów aby zwiększyć osiągi, ulepszyć prowadzenie, zmniejszyć spalanie paliwa i emisję dwutlenku węgla. Charakteryzuje się on brakiem szyby przedniej.
Model ten został zaprezentowany w 2009 roku na Frankfurt Motor Show.
Samochód wyposażony jest w benzynowy silnik MZR 1.8 o mocy 126 KM (93 kW) przy 6500 obr./min i momencie obrotowym 167 Nm przy 4500 obr./min, 5-biegową manualną skrzynię biegów, dwuwahaczowe przednie i niezależne tylne zawieszenie, amortyzatory Bilstein, opony 205/45-R17, 300 mm wentylowane przednie tarcze hamulcowe oraz 280 mm tarcze tylne. „Superlight” waży 1000 kg, czyli około 45 kilogramów więcej niż oryginalna MX-5 NA.

#### MX-5 20th Anniversary Edition (2010)
Na 20. urodziny MX-5 w 2010 roku Mazda przygotowała limitowaną edycję 20th Anniversary Model. Wypuszczona tylko w Europie, była dostępna w trzech oryginalnych kolorach z roku 1990 – czerwonym, niebieskim i białym, i została wyprodukowana w nakładzie 2000 sztuk. Bazując na roadsterze 1,8 l z miękkim dachem, każdy samochód miał własny numer, specjalny bodykit z chromowanym grillem, klamkami, lampami przednimi i światłami przeciwmgielnymi, a do tego unikalne 17-calowe aluminiowe koła.

#### MX-5 Spring (2012)
Samochód w limitowanej wersji pojawił się w polskich salonach w kwietniu 2012 roku. Wyposażony został w benzynowy silnik o pojemności 1,8l i mocy 126KM. Jest on połączony z 5-biegową manualną skrzynią biegów. Wersja Spring jest także wyposażona w automatycznie składany (w ciągu zaledwie 12 sekund), twardy dach. Samochód można zamówić w czterech kolorach nadwozia, w tym z jednym, specjalnie utworzonym dla wersji Spring o nazwie Radiant Ebony. Samochód ma wiele chromowanych elementów oraz skórzane fotele „Havana Brown” z pięciostopniowym ogrzewaniem. MX-5 Spring wyposażony został też w pierwszy w samochodach Mazdy system nawigacji – oparty na technologii firmy TomTom.

#### MX-5 Summer Edition
Wersja letnia auta opiera się na wersji Sport z dodanymi kilkoma motywami stylizacyjnymi. Wewnątrz pojawiła się dwukolorowa skóra z kontrastowym czerwonym przeszyciem na fotelach. Auto jest dość bogato wyposażone: cztery poduszki powietrzne, automatyczna klimatyzacja, reflektory ksenonowe, system audio firmy BOSE z wejściem AUX i zmieniarką płyt CD, tempomat, ABS, ESP, ASR, elektrycznie regulowane i podgrzewane lusterka boczne to tylko niektóre pozycje na długiej liście wyposażenia Mazdy MX-5 Summer Edition. Pod maską pracuje 2-litrowa benzynowa jednostka MZR generująca moc 160 KM. Do przeniesienia napędu służy 6-biegowa skrzynia manualna, a Mazda MX-5 Summer Edition jest dodatkowo wyposażona w mechanizm różnicowy o zwiększonym tarciu wewnętrznym (LSD).

#### MX-5 Special Edition
Mazda MX-5 Special Edition jest wyposażona m.in. w elektrycznie składany, sztywny dach i 17-calowe obręcze ze stopów lekkich. Wnętrze Miaty wykończono czarnymi wstawkami wypolerowanymi na fortepianową czerń. Są również czarne, skórzane i podgrzewane fotele, a na pedałach aluminiowe nakładki.
Do napędu MX-5 Special Edition służy 2-litrowy, 167-konny silnik benzynowy, który współpracuje z 6-biegową skrzynią manualną lub 6-stopniowym automatem. Inne elementy wyróżniające Mazdę to mechanizm różnicowy o ograniczonym poślizgu i sportowe zawieszenie. Produkcja Mazdy MX-5 Special Edition będzie ograniczona do 450 sztuk.

#### MX-5 Sport[16]
Auto dostępne wyłącznie w wersji Roadster Coupe wyposażone jest m.in. w elektrycznie składany w 12 sekund sztywny dach, sportowe zawieszenie, ksenonowe reflektory przednie z systemem automatyczne regulacji wysokości, przednie światła przeciwmgielne, automatyczną klimatyzację, 7-głośnikowy system nagłośnieniowy Bose, tempomat.

#### MX-5 Yusho
Japończycy zaczęli od obniżenia zawieszenia, zamontowania amortyzatorów firmy Bilstein, sprężyn, za które odpowiada Eibach oraz wytrzymalszych stabilizatorów. O przyczepność dbają także opony Toyo Proxes R888 o wymiarach 215/45, w które wciśnięto 17-calowe aluminiowe obręcze. Na pokrywie bagażnika pojawił się delikatny spojler, a pod zderzakiem zamontowano imitację dyfuzora z dwiema końcówkami układu wydechowego, które w przeciwieństwie do seryjnej wersji, umieszczono na środku, pod tablicą rejestracyjną. We wnętrzu jedyną nowością jest koło kierownicy obszyte Alcantarą, która pojawiła się także na siedziskach foteli przygotowanych przez Recaro. Pojazd napędza zmodyfikowany silnik 2.0 MZR o mocy 241 KM o momencie obrotowym 274 Nm.

#### MX-5 Karai
Wersja limitowana Karai w liczbie 165 sztuk w niemal całości została przeznaczona na niemiecki rynek motoryzacyjny. Karai to Mazda MX-5 ze składanym, twardym dachem w nowej opcji kolorystycznej. Nadwozie japońskiego roadstera zostało pokryte jaskrawo-zielonym lakierem (o nazwie Metal Green Metallic), który kontrastuje z czarną, lśniącą farbą użytą do pomalowania m.in. dachu i obudów lusterek bocznych. Czarny jest także opcjonalny podłużny pas w dolnej części pojazdu oraz 17-calowe felgi aluminiowe. W środku zainstalowano sportowe siedzenia Recaro pokryte skórą i alcantarą, a wykończono je kontrastującym białym szwem. Podobny zabieg zastosowano w przypadku skórzanej kierownicy. Kierowca bez problemu zauważy także aluminiowe pedały oraz lśniące, czarne akcenty wewnątrz kabiny. Dla wybrednych japoński koncern przygotował także pakiet modyfikujący układ wydechowy i obniżający zawieszenie, a do każdego ze 165 egzemplarzy w komplecie dodawany jest pasujący kolorystycznie do Karai zegarek marki Sinn.

#### MX-5 Senshu
MX-5 Senshu bazuje na standardowym modelu z miękkim dachem, a więc pod maską znajduje się 2,0-litrowa, 4-cylindrowa jednostka napędowa generująca 160 KM i 188 Nm momentu obrotowego. Napęd na tylną oś przekazywany jest za pomocą 6-biegowej, manualnej skrzyni biegów. Edycja specjalna Senshu dostępna jest w 3 kolorach lakieru: czerwonym, czarnym i białym. Każdy model jest także wyposażony w grafikę na końcówkach zderzaka przedniego i po bokach samochodu. W oczy rzucają się także 17-calowe felgi aluminiowe w kolorze czarnym oraz dwie chromowane końcówki wydechu. We wnętrzu styliści japońskiego producenta zdecydowali się na dwukolorową, skórzaną tapicerkę, aluminiowe pedały, czerwone szwy oraz czerwone obramowania nawiewów. Na liście wyposażenia standardowego znalazły się także: reflektory ksenonowe, sportowe zawieszenie firmy Bilstein, automatyczna klimatyzacja, system kontroli trakcji oraz wysokiej jakości system audio firmy Bose. Edycja specjalna przeznaczona jest na rynek niemiecki.

#### MX-5 ‘55 Le Mans’ Limited Edition
Aby uczcić swoje pamiętne zwycięstwo w wyścigu Le Mans w 1991 roku, Mazda wypuściła w Szwajcarii specjalną edycję modelu MX-5. Mazda MX-5 ‘55 Le Mans’ nosi nazwę Mazdy 787B No.55, która wygrała w 1991 roku 24-godzinny wyścig Le Mans. MX-5 ‘55 Le Mans’ wyposażony jest w specjalny mechanizm różnicowy (LSD), sportowe zawieszenie Bilstein i 10-ramienne, aluminiowe felgi. Samochód ten dostępny jest w czterech kolorach (białym, czerwonym, czarnym i srebrnym), z kontrastującymi paskami, które rozciągają się od przedniego do tylnego zderzaka. Każdy model będzie posiadał unikalną plakietkę z numerem, która odróżni go od standardowego modelu.
Powstało 101 sztuk.

#### MX-5 Icon
Mazda MX-5 w standardzie posiada: skórzaną kierownicę, dźwignie zmiany biegów i hamulca ręcznego, 6-głośnikowy zestaw audio, elektrycznie sterowane szyby i 16-calowe felgi ze stopów lekkich. Wersja Icon to dodatkowo: klimatyzacja, skórzana tapicerka, dywaniki ze znaczkami wersji limitowanej i przy okazji bardzo limitowany wybór kolorów: niebieski, biały, czerwony – czyli barwy brytyjskiej flagi.

## Czwarta generacja

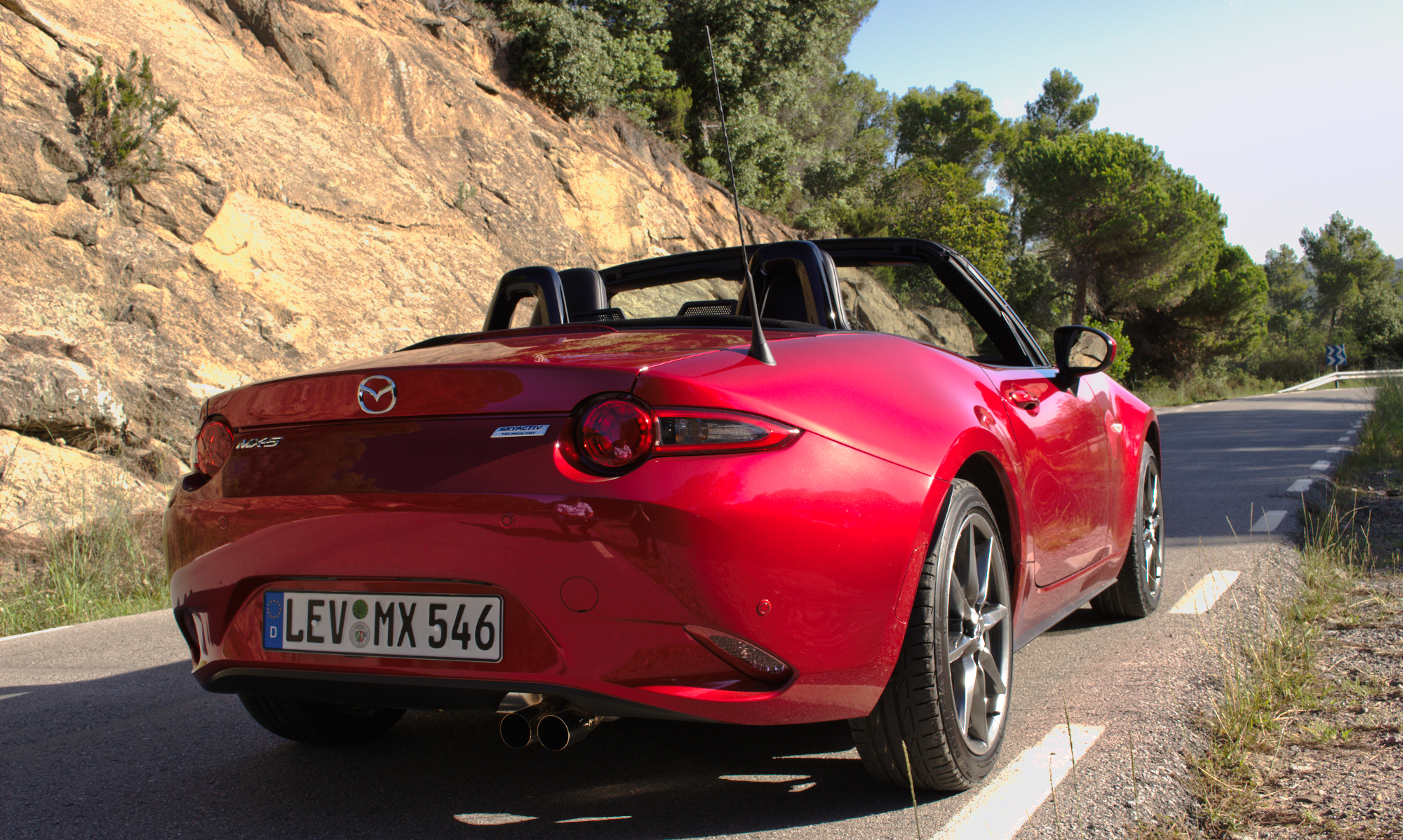
Tył MX-5 IV

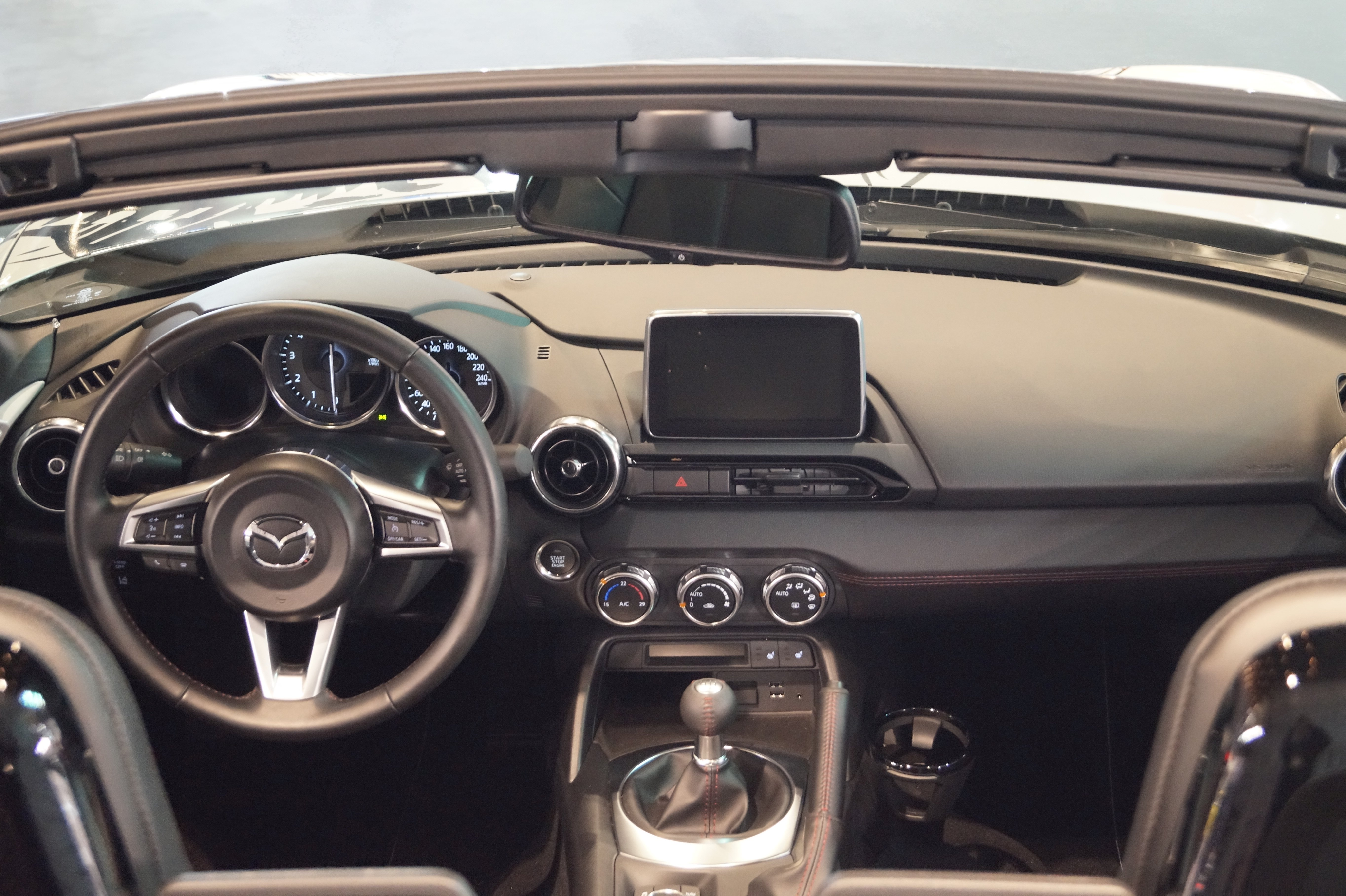
Wnętrze MX-5 IV

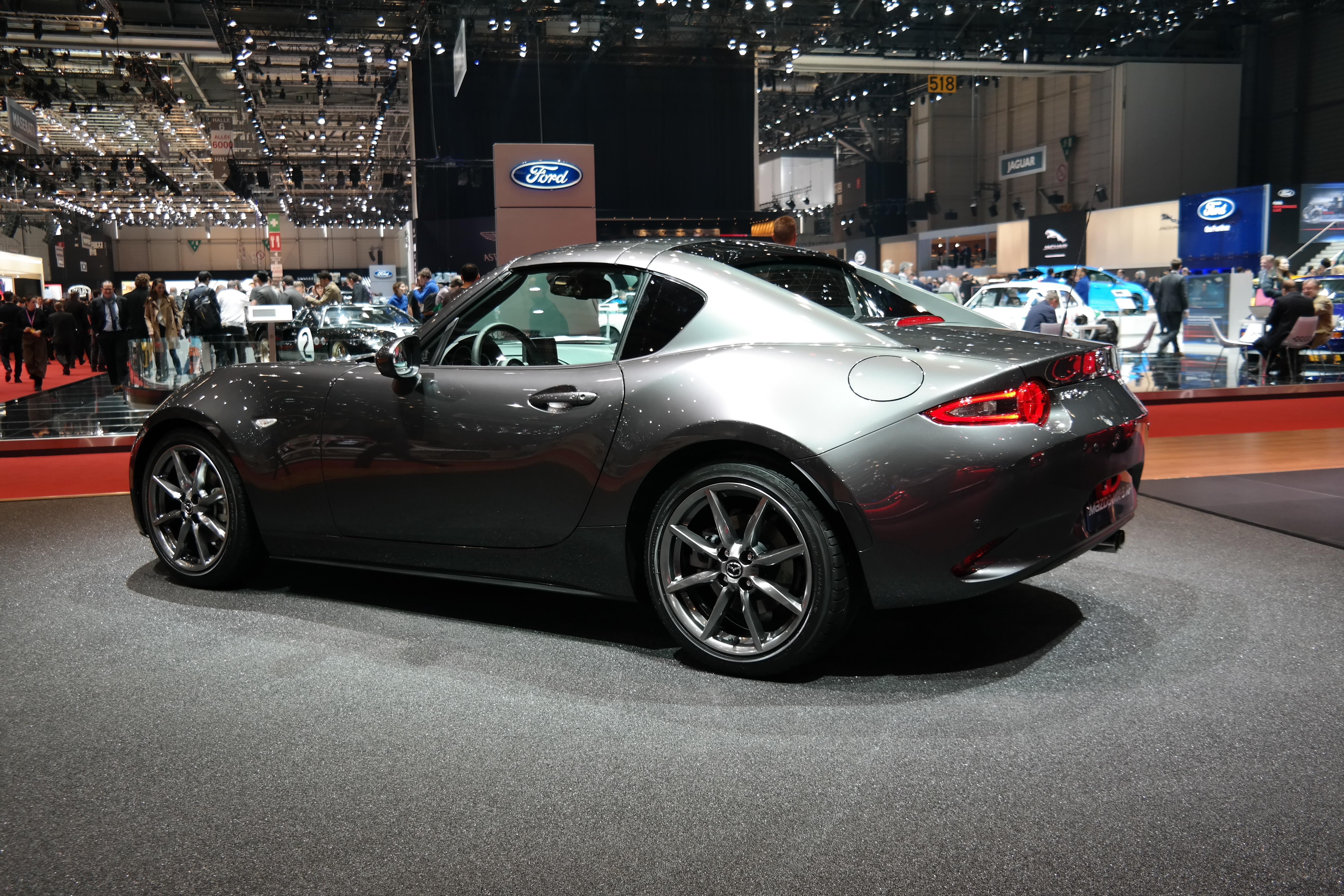
Mazda MX-5 IV RF

Mazda MX-5 IV została po raz pierwszy zaprezentowana 4 września 2014 roku w Barcelonie. Premiera pojazdu miała miejsce jednocześnie w Hiszpanii, Japonii oraz Stanach Zjednoczonych. Samochód po raz pierwszy dzieli wiele elementów z nowym modelem włoskiego koncernu FIAT.
Pojazd w przeciwieństwie do poprzednich generacji nie jest ich ewolucją, lecz zupełnie nową konstrukcją. Samochód jest 100 kg lżejszy od poprzednika oraz sztywniejszy i odporniejszy na uderzenia. Samochód wykorzystuje podobnie jak obecnie produkowane przez koncern Mazda modele technologię Skyactiv. Samochód charakteryzuje się idealnym rozkładem masy – na każdą z osi przypada równo po 50 procent. W aucie zastosowano przednie zawieszenie z podwójnymi wahaczami, na tylnej osi pracuje układ wielowahaczowy. W przeciwieństwie do poprzedniej generacji nowa MX-5 ma klasyczny, materiałowy dach.
W październiku 2015 roku Mazda MX-5 zdobyła cztery (na pięć) gwiazdki w testach zderzeniowych Euro NCAP.

### Wersje wyposażeniowe (na polskim rynku)
- SkyENERGY
- SkyPASSION
- SkyFREEDOM

Samochód standardowo wyposażony jest m.in. w elektryczne wspomaganie kierownicy (po raz pierwszy w modelu), reflektory diodowe, mechanizm różnicowy o ograniczonym poślizgu z silnikiem 2.0, komputer pokładowy, tempomat, radio z AUX i USB oraz 7-calowy wyświetlacz systemu multimedialnego i klimatyzację.
Opcjonalnie pojazd doposażyć można m.in. w system adaptacyjnego doświetlania zakrętów (AFS), system monitorowania martwego pola (BSM), system monitorowania ruchu poprzecznego przy cofaniu, system odzyskiwania energii w trakcie hamowania (i-ELOOP), tapicerkę z Alcantary, fotele Recaro oraz amortyzatory Bilstein i system nagłośnienia Bose z głośnikami w zagłówkach.

### Dostępne kolory nadwozia (na polskim rynku)
- 46V SOUL RED CRYSTAL
- 46G MACHINE GRAY
- 41W JET BLACK
- 45B ETERNAL BLUE
- 47A CERAMIC METALLIC
- 25D SNOWFLAKE WHITE
- A4D ARCTIC WHITE
- 34K CRYSTAL WHITE PEARLSCENT
- 42A METEOR GRAY MICA
- 42B BLUE REFLEX MICA
- 41V SOUL RED METALLIC
- A8X RACING ORANGE (tylko dla wersji „30th Anniversary Edition”)

## Produkcja w liczbach
- W 2000 roku, Mazda MX-5 została zapisana w Księdze rekordów Guinnessa jako najlepiej sprzedający się dwumiejscowy sportowy kabriolet w historii[27]. 250 000 MX-5 wyjechał z fabryki 9 listopada 1992; 500 000 8 lutego 1999; 750 000 w marcu 2004; 800 000 w styczniu 2007, i 900 000 w lutym 2011.

| Rok  | Produkcja      | Sprzedaż(USA) | Sprzedaż(Świat) |
| ---- | -------------- | ------------- | --------------- |
| 1988 | 12 (prototypy) |               |                 |
| 1989 | 45 266         | 23.052        | 35.807          |
| 1990 | 95 640         | 35 944        | 75 789          |
| 1991 | 63 434         | 31 240        | 71 586          |
| 1992 | 52 712         | 24 964        | 53 031          |
| 1993 | 44 740         | 21 588        | 45 155          |
| 1994 | 39 623         | 21 400        | 38 826          |
| 1995 | 31 886         | 20 174        | 35 673          |
| 1996 | 33 610         | 18 408        | 33 205          |
| 1997 | 27 037         | 17 218        | 32 035          |
| 1998 | 58 682         | 19 845        | 49 205          |
| 1999 | 44 851         | 17 738        | 46 370          |
| 2000 | 47 496         | 18 299        | 44 573          |
| 2001 | 38 870         | 16 486        | 39 258          |
| 2002 | 40 754         | 14 392        | 38 917          |
| 2003 | 30 106         | 10 920        | 32 990          |
| 2004 | 24 232         | 9 356         | 26 531          |
| 2005 | 29 950         | 9 801         | 14 316          |
| 2006 | 48 389         | 16 897        | 22 546          |
| 2007 |                | 15 075        |                 |
| 2008 |                | 10 977        |                 |
| 2009 |                | 7917          | 2600            |
| 2010 |                | 6370          | 21 000          |
| 2011 |                | 5674          |                 |
| Suma | 807 293        | 382 758       | 735 813         |

## Specyfikacje techniczne
| Specyfikacje według generacji | Specyfikacje według generacji | Specyfikacje według generacji | Specyfikacje według generacji | Specyfikacje według generacji | Specyfikacje według generacji | Specyfikacje według generacji      | Specyfikacje według generacji | Specyfikacje według generacji |
| Lata                          | Nr modelu                     | Kod nadwozia                  | Typ silnika                   | Kod silnika                   | Skrzynia biegów               | Moc                                | Moment obr.                   |                               |
| ----------------------------- | ----------------------------- | ----------------------------- | ----------------------------- | ----------------------------- | ----------------------------- | ---------------------------------- | ----------------------------- | ----------------------------- |
| 1989–1993                     | 1.6i                          | NA                            | 1,6 l R4                      | B6-ZE                         | 5-biegowa ręczna              | 114 KM (83 kW) przy 6500 obr./min  | 140 Nm przy 5500 obr./min     |                               |
| 1995–1998                     | 1.6i                          | NA                            | 1,6 l R4                      | B6-ZE                         | 5-biegowa ręczna              | 88 KM (65 kW) przy 6000 obr./min   | 129 Nm przy 4000 obr./min     |                               |
| 1993–1995                     | 1.8i                          | NA                            | 1,8 l R4                      | BP-ZE                         | 5-biegowa ręczna              | 128 KM (94 kW) przy 6500 obr./min  | 150 Nm przy 5000 obr./min     |                               |
| 1995–1998                     | 1.8i                          | NA                            | 1,8 l R4                      | BP-ZE                         | 5-biegowa ręczna              | 133 KM (98 kW) przy 6500 obr./min  | 150Nm przy 5000 obr./min      |                               |
| 1998–2001                     | 1.6i                          | NB                            | 1,6 l R4                      | B6-ZE                         | 5-biegowa ręczna              | 108 KM (79 kW) przy 6500 obr./min  | 134 Nm przy 5000 obr./min     |                               |
| 1998–2001                     | 1.8i                          | NB                            | 1,8 l R4                      | BP-4W                         | 5 lub 6-biegowa ręczna        | 140 KM (103 kW) przy 6500 obr./min | 161 Nm przy 4500 obr./min     |                               |
| 2001–2005                     | 1.6i                          | NB                            | 1,6 l R4                      | B6-ZE                         | 5-biegowa ręczna              | 110 KM (81 kW) przy 6500 obr./min  | 134 Nm przy 5000 obr./min     |                               |
| 2001–2005                     | 1.8i                          | NB                            | 1,8 l R4                      | BP-Z3                         | 5 lub 6-biegowa ręczna        | 146 KM (107 kW) przy 7000 obr./min | 168 Nm przy 5000 obr./min     |                               |
| 2004–2005                     | Mazdaspeed                    | NB                            | 1,8 l R4 turbo                | BPT                           | 6 biegowa ręczna              | 178 KM (133 kW) przy 6000 obr./min | 209 Nm przy 5000 obr./min     |                               |
| 2006–2015                     | 1.8i                          | NC                            | 1,8 l R4                      | MZR L8-DE                     | 5-biegowa ręczna              | 126 KM (93 kW) przy 6500 obr./min  | 167 Nm przy 4500 obr./min     |                               |
| 2005–2015                     | 2.0i                          | NC                            | 2,0 l R4                      | MZR LF-VE                     | 5 lub 6-biegowa ręczna        | 167 KM (123 kW) przy 6700 obr./min | 190 Nm przy 5000 obr./min     |                               |
| 2009                          | Superlight 1.8i               | NC                            | 1,8 l R4                      | MZR L8-DE                     | 5-biegowa ręczna              | 124 KM (91 kW) przy 6500 obr./min  | 167 Nm przy 4500 ob/min       |                               |